# This Is Vic Dana
This Is Vic Dana è il primo album del cantante pop statunitense Vic Dana, pubblicato nel dicembre del 1961.

## Tracce

### LP (1961, Dolton Records, BLP-2013/BST-8013)
Lato A
1. Red Grapes – 2:24 (Frank Cady, Ross Bagdasarian)
2. Someone to Watch Over Me – 2:57 (testo: Ira Gershwin – musica: George Gershwin)
3. Nature Boy – 2:36 (Eden Ahbez)
4. Someone Boy – 2:39 (Vic Dana)
5. Glad to Be Unhappy – 2:02 (testo: Lorenz Hart – musica: Richard Rodgers)
6. Cry Me a River – 2:22 (Arthur Hamilton)

Durata totale: 15:00
Lato B
1. Moon River – 2:12 (testo: Johnny Mercer – musica: Henry Mancini)
2. Young and Warm and Wonderful – 2:53 (testo: Hy Zaret – musica: Lou Singer)
3. Mamacita – 2:39 (testo: Larry Kusik – musica: Clint Ballard Jr.)
4. Little Altar Boy – 3:14 (Howlett Peter Smith)
5. A Cottage for Sale – 2:38 (testo: Larry Conley – musica: Willard Robison)
6. Hawaii – 2:32 (Barry Mann, Howard Greenfield)

Durata totale: 16:08

## Musicisti
- Vic Dana – voce
- Hank Levine – direttore d'orchestra, arrangiamenti

### Produzione
- Bob Reisdorff – produzione
- Hank Levine – conduttore orchestra, arrangiamenti
- Pete, Francis & Monahan – design copertina album originale
- Garrett-Howard, Inc. – foto copertina album originale
- Nick Castle – note retrocopertina album originale [3]